# Fritz Schlegel (Schauspieler)
Fritz Schlegel, eigentlich Friedrich Adolf Edmund Schlegel, (* 16. August 1901 in Coesfeld, Deutschland; † 31. Dezember 1971 in Kleve, Niederrhein) war ein deutscher Schauspieler.

## Leben
Fritz Schlegel erhielt privaten Schauspielunterricht bei Carl Schneider. Er hatte Theaterengagements in Cottbus, Franzensbad, Würzburg und Danzig, später nach dem Zweiten Weltkrieg unter anderem in Gotha und Chemnitz. Von 1954 bis 1959 war er festes Ensemblemitglied am Deutschen Theater in Berlin; danach war er freischaffend als Schauspieler tätig.
Bei der DEFA war Schlegel als Charakterdarsteller in zahlreichen Filmen zu sehen, insbesondere in Märchenfilmen. Dabei spielte er, aufgrund seiner Leibesfülle, häufig Rollen wie Köche oder Wirte. Mehrfach wirkte er in den humoristischen Kurzfilmen aus der Stacheltier-Reihe mit.

## Filmografie (Auswahl)
- 1953: Das Stacheltier: Bitte nicht stören
- 1954: Das geheimnisvolle Wrack
- 1954: Carola Lamberti – Eine vom Zirkus
- 1954: Das Stacheltier: Die Studienreise
- 1955: Hotelboy Ed Martin
- 1955: Das Stacheltier: Der Fischer un sine Fru
- 1955: 52 Wochen sind ein Jahr
- 1955: Das Stacheltier: Der Treppenwitz
- 1956: Zar und Zimmermann
- 1956: Der Hauptmann von Köln
- 1956: Das Stacheltier: Das Stimmungsbarometer
- 1957: Spielbank-Affäre
- 1958: Sonnensucher
- 1959: Das Feuerzeug
- 1959: Das Haus voller Leichen (Fernsehfilm)
- 1959: Der Ritter vom Mirakel (Fernsehfilm)
- 1959: Weimarer Pitaval: Der Fall Harry Domela (Fernsehreihe)
- 1960: Fernsehpitaval: Der Fall Haarmann (Fernsehreihe)
- 1960: Fernsehpitaval: Der Fall Dibelius – Schnoor
- 1961: Der Fremde
- 1961: Schneewittchen
- 1961: Moabiter Miniaturen: Rebellion der Besengten (Fernsehfilm)
- 1962: Die Entdeckung des Julian Böll
- 1962: Fernsehpitaval: Auf der Flucht erschossen
- 1962: Das Stacheltier: Mann ist Mann
- 1963: Das Stacheltier: Unglaublich
- 1964: Die goldene Gans
- 1965: Entlassen auf Bewährung
- 1965: Ohne Paß in fremden Betten
- 1966: Irrlicht und Feuer (Fernsehfilm, Zweiteiler)
- 1968: Tod im Preis inbegriffen (Fernsehfilm)

## Hörspiele
- 1956: Rolf Schneider: Das Gefängnis von Pont L'Eveque – Regie: Helmut Hellstorff (Rundfunk der DDR)
- 1960: Rolf Schneider: Der dritte Kreuzzug oder Die wundersame Geschichte des Ritters Kunifried von Raupenbiel und seine Aventiuren – Regie: Wolfgang Brunecker (Hörspiel – Rundfunk der DDR)
- 1960: Joachim Knauth: Die sterblichen Götter (Balbus) – Regie: Joachim Witte (Hörspiel – Rundfunk der DDR)
- 1962: Anton Tschechow: Perpetuum Mobile (Pferdeknecht) – Regie: Peter Brang (Hörspiel – Rundfunk der DDR)